# Wily Peralta
Pour les articles homonymes, voir Peralta.
Wily Peralta (né le 8 mai 1989 à Samaná, République dominicaine) est un lanceur droitier des Ligues majeures de baseball jouant avec les Brewers de Milwaukee.

## Carrière
Wily Peralta rejoint l'organisation des Brewers de Milwaukee avec qui il commence sa carrière professionnelle en ligues mineures en 2006. Surtout lanceur partant dans les rangs mineurs, il connaît une bonne année 2011 avec une moyenne de points mérités de 3,17 en 26 départs et 157 retraits sur des prises en 150 manches et deux tiers lancées pour les clubs-écoles de Huntsville dans le Double-A et Nashville dans le Triple-A.
Après avoir commencé la saison 2012 à Nashville, Peralta est rappelé pour la première fois par les Brewers pour remplacer temporairement Kameron Loe dans leur effectif. Peralta fait ses débuts dans le baseball majeur avec les Brewers de Milwaukee le 22 avril 2012 par une présence comme lanceur de relève. Il enchaîne 5 départs dans le dernier mois de la saison régulière et lance 29 matchs. Il encaisse une défaite et remporte deux victoires, dont sa première à son premier départ pour les Brewers, le 5 septembre 2012 face aux Marlins de Miami. 
En 2013, Peralta intègre la rotation de lanceurs partants des Brewers et amorce 32 rencontres. En 183 manches et un tiers lancées, sa moyenne de points mérités se chiffre à 4,37 avec 11 victoires et 15 défaites.